# 오션펀딩
오션펀딩(OceanFunding)은 한국은 온라인투자연계금융사(이하 온투금융사)이다. 2020년 6월 3일에 설립되었으며, 21년 5월부터 금융당국에 의하여 심사가 진행되었으며, 지난 2021년 9월 8일 온라인투자연계금융업(등록번호 2021-29)으로 등록되어 제도권 금융기관으로 인정받았다.
지역 최초의 온라인투자연계금융업체이며 대구, 경북에서는 유일한 업체이기도 하다.
현재 개인신용, 보동산담보, 전세자본금 상품 서비스를 제공하고 있으며 4.5%~12%의 금리로 대출 및 투자연계 서비스를 제공하고 있다.

## 개요
현재 오션펀딩은 전북은행이 예치기관으로 등록되어있다. 투자/대출 서비스 이용을 위해서는 회원가입 후 본인확인 절차 및 계좌 1원 인증 후 전북은행 가상계좌를 발급하면 서비스 이용이 가능하다. 현재 오픈뱅킹을 통한 가상계좌 입금 서비스는 지원하지 않으며 가까운 시일 내 지원예정이다.

대출 서비스 실행시 차입자의 신용과 리스크를 산정해 온라인플랫폼에 공시하여 투자자를 모집하게 된다. 투자자를 통하여서 모집한 자금을 차입자에게 연계해주고 이자수익을 투자자에게 돌려주게된다. 펀딩 진행이 완료되는 시점부터 투자 수익이 발생하며, 현재 오션펀딩은 OCEP(Ocean Credit Evaluation Program)이라는 자체적 신용평가 시스템을 비롯하여 심사의 고도화에 집중하고 있으며 후순위 주택담보대출의 확장을 위해 업무협약도 체결하고 있다.

## 대출
오션펀딩 자체 신용평가시스템(OCEP:Ocean Credit Evaluation Program)을 통해 총 6개 구간으로 대출자의 신용등급을 나눠 정교하게 금리를 책정한다. 금리는 4.5% ~ 12%사이로 책정되며, 연체시 연체가산금리 3%가 발생할 수 있다. 대출의 만기는 12개월로 만기연장 요청 시 심사 진행 후 만기연장이 가능하다. 중도상환 수수료는 [중도상환금액 X1% X(잔존일수/약정기간)]이며 플랫폼 수수료는 연 2~6%이내 혹은 개별상품별로 공시된 수수료율을 따른다.

### 1) 개인신용 대출
금리는 5.4% ~ 12%로 산정되며 연체가산금리 3%가 추가된다. 대출은 최대 12개월 만기로 만기연장 요청 시 만기연장이 이루어진다. 

### 2) 부동산담보 대출
금리는 4.5% ~ 12%로 산정되며 연체가산금리 3%가 추가된다. 만 19세 이상의 NICE 신용점수가 515점 이상이며 본인명의의 부동산을 담보로 제공가능한 고객이면 이용이 가능하다. 대출은 최대 12개월 만기로 만기연장 요청 시 만기연장이 이루어진다. 대출실행시 부동산 담보물에 등기 설정이 이루어지게 된다.

### 3) 전세보증금 대출
금리는 4.5% ~ 12%로 산정되며 연체가산금리 3%가 추가된다. 대출은 최대 12개월 만기로 만기연장 요청 시 만기연장이 이루어진다. 대출 실행 이후에는 전세보증금에 대한 근질권을 오션펀딩이 소유하게 되며 연체시 전세 보증금을 세대주로부터 반환 받고 투자자들에게 상환하게 된다.

## 투자
투자 수익은 펀딩 완료 시점부터 지급되며 개인신용/부동산담보대출의 개별금리에서 수수료율을 제외한 금액을 받게 되며 개별 상품에 대한 투자 취소는 투자상품 모집 마감 전까지만 가능하다. 또한 개인투자자는 한 상품에 동일차입자에 대하여 500 만 원(업권전체 3000 만 원)까지 투자가 가능하며 소득 적격투자자는 동일차입자에 대하여 2000 만 원(업권전체 1억원)까지, 마지막으로 전문투자자(법인)의 경우는 한도 없이 연계대출 모집금액의 40%까지 투자가 가능하다 (온투업 공통)
이자소득에 대한 세금 및 세율은 [개인 : 15.4%(소득세 14%, 지방소득세 1.4%)], [법인 : 27.5%(법인세 25%, 지방소득세 2.5%)]가 적용된다.

### 1) 개인신용 투자
위에서 설명한 개인신용대출에 투자하는 상품이다. 투자시에는 연 1.2%이내 또는 개별상품별로 공시된 수수료율을 따르게 된다.

### 2) 부동산담보 투자
위에서 설명한 부동산담보대출에 투자하는 상품이다. 투자시에는 연 1.2%이내 또는 개별상품별로 공시된 수수료율을 따르게 된다.

### 3) 전세보증금 투자
위에서 설명한 전세보증금대출에 투자하는 상품이다. 투자시에는 연 1.2%이내 또는 개별상품별로 공시된 수수료율을 따르게 된다.